# SUPER BALL
「SUPER BALL」（スーパーボール）は、DOBERMAN INFINITYの7枚目のシングル。2018年8月15日にLDH MUSICから発売
。

## 概要
初回限定盤は「SUPER BALL」のPV収録DVD付き。

## 収録曲

### CD
1. SUPER BALL
2. HELLO
3. GET UP AND DANCE

### DVD
1. 「SUPER BALL」Music Video